# ТЕС Сайх-Равл
ТЕС Сайх-Равл — теплова електростанція у центральній частині Оману, котра відноситься до комплексу об'єктів газового родовища Сайх-Равл.
У 1999 році почалась розробка Сайх-Равл, ресурс якого став основою для роботи заводу зі зрідження природного газу в Калхаті, потужного розширення індустріальної зони в Сухарі та створення індустріального парку в Салалі. Для забезпечення розташованого в пустелі добувного комплексу електроенергією змонтували дві встановлені на роботу у відкритому циклі газові турбіни потужністю по 30 МВт. У нормальному режимі вони мали споживати 0,47 млн м3 газу на добу, а видалення продуктів згоряння відбувалось за допомогою димарів висотою по 12 метрів.
У другій половині 2000-х через падіння пластового тиску виникла потреба у встановленні компресорних потужностей. На Сайх-Равл змонтували чотири компресори італійської компанії Novo Pignone потужністю по 27,3 МВт з електроприводом. Для їх живлення генеруючі можливості комплексу підсилили однією газовою турбіною потужністю 120 МВт, майданчик якої лежить за 1,5 км від перших двох турбін.
Перед подачею на електростанцію газ проходить підготовку на газопереробному заводі Сайх-Равл.
Видача продукції може відбуватись по ЛЕП, розрахованій на роботу під напругою 132 кВ.